# Megabit na sekundo
Megabit na sekundo (kratica Mb/s ali angleško Mbps) je enota, ki jo uporabljamo za izražanje hitrosti prenašanja podatkov, največkrat po internetu.